# 적분회로
적분회로란 전자회로의 일종으로, 입력전압의 파형의 시간적분과 동일한 파형의 전압을 출력하는 회로이다. 콘덴서 양단의 전압은 흘러들어온 전류의 적분 (전하의 총량)에 비례한다는 사실을 이용한다.

## RC회로
회로에 흐르는 전류란 사실 하전입자 (전자 등)의 이동에 의해 나타나는 전하의 흐름이다. 도체에 전류 i가 초기상태(t=0)로부터 t초간 흘렀을 때, 도체를 통과한 전하의 총량 Q는
{\displaystyle q=\int _{0}^{t}idt}
로 나타낼 수 있다. 도체 사이에 유전체를 끼운 경우 (즉, 콘덴서의 경우) 유전체 안에는 이동 가능한 자유전자가 없으므로 흘러들어온 전류는 유전체의 경계면에 대전된다.
{\displaystyle q=\int _{0}^{t}idt+Q_{0}}
{\displaystyle Q_{0}}는 초기상태(t=0)일 때 유전체에 대전되어 있는 전하량을 뜻한다. 그럼 정전유도에 의해 반대쪽 경계면에도 반대의 극성의 전하가 대전되므로、유전체를 끼워 전위차 v가 생긴다. 복잡한 형태를 하고있지 않으면、v는 q에 비례한다。비례상수를 C라고 하면
{\displaystyle v={\frac {q}{C}}={\frac {1}{C}}\int _{0}^{t}idt}
이다.
여기서, 그림과 같이 RC직렬회로를 교류전압 V를 인가한다. 초기상태에 있는 콘덴서 C의 전하를 {\displaystyle Q_{0}=0}이라 하면、t=0일 때、옴의법칙에 의해 전류 {\displaystyle I_{0}=V_{in}/R}가 흐른다. 이것이 콘덴서에 흘러들어가 콘덴서에 전하 q가 저장되면, 콘덴서가 역기전력을 생성하므로, V의 저항 R에의 분압이 저하되어, 회로를 흐르는 전류가 작아진다. 단, 인가한 교류전기의 주파수 f가 충분히 크다면, 이 교류에 대해 C는 단락으로 볼 수 있으므로, 회로에 흐르는 전류 I는 항상 {\displaystyle I=V_{in}/R}으로 나타낼 수 있다. 따라서, 이 때에 한하여
{\displaystyle V_{C}={\frac {1}{C}}\int _{0}^{t}Idt={\frac {1}{RC}}\int _{0}^{t}V_{in}dt}
이다. 즉, RC회로의 양단에는 입력 V의 적분의 파형을 보이는 전압이 나타난다.

## 같이 보기
- 콘덴서
- RC회로